# Frano Bakarić
Frano Bakarić, född 31 augusti 1977, är en friidrottare från Kroatien. Han deltog vid olympiska sommarspelen 2000.